# Vladimir Zografski
Pour les articles homonymes, voir Zografski.
Vladimir Zografski, né le 14 juillet 1993 à Samokov, est un sauteur à ski bulgare. Il est champion du monde junior en 2011. 

## Biographie
Son père Emil est un ancien sauteur à ski qui a participé aux Jeux olympiques. S'il commence le sport au club de Samokov, sa ville natale, il réside plus tard à Innsbruck en Autriche. Déjà en compétition dans des épreuves de la FIS depuis 2005, il obtient sa première sélection en équipe nationale en 2007, où il prend part aux Championnats du monde junior.
Il saute pour la première fois en Coupe du monde en décembre 2008 à Pragelato. Il marque ses premiers points en 2010 à Engelberg (28e) et obtient un an plus tard un top 10 à Lillehammer (8e place). En 2011, il devient le premier champion du monde junior bulgare à Otepää et est choisi comme jeune sportif bulgare de l'année. Dans la Coupe continentale estivale, il monte sur quatre podiums au total en 2010 et 2011. Il doit attendre la saison 2012-2013 pour un autre top dix en Coupe du monde, se classant dixième à Engelberg.
En 2014, il prend part à ses premiers jeux olympiques à Sotchi, se qualifiant seulement sur le grand tremplin (47e).
À l'Universiade d'hiver de 2015, à Štrbské Pleso, il remporte la compétition individuelle au tremplin normal.
Aux Jeux olympiques d'hiver de 2018 à Pyeongchang, Zografski se classe 14e au tremplin normal, soit la meilleure performance de l'histoire d'un Bulgare dans les jeux dans ce sport. En novembre 2018, il améliore enfin son meilleur résultat dans la Coupe du monde avec une sixième place sur le tremplin de Ruka.

## Palmarès

### Jeux olympiques d'hiver
| Épreuve / Édition | Sotchi 2014 | Pyeongchang 2018 | Pékin 2022 |
| Petit tremplin    | -           | 14e              | 22e        |
| Grand tremplin    | 47e         | 35e              | 38e        |

### Championnats du monde
| Épreuve / Édition | Liberec 2009 | Oslo 2011 | Val di Fiemme 2013 | Falun 2015 | Lahti 2017 | Seefeld 2019 | Oberstdorf 2021 |
| Petit tremplin    | 43e          | 34e       | 40e                | 30e        | 42e        | 37e          | 43e             |
| Grand tremplin    |              | 37e       | 31e                | 47e        |            | 30e          | 37e             |

### Championnats du monde de vol à ski
| Épreuve / Édition | Vikersund 2022 |
| Individuel        | 34e            |

### Coupe du monde
- Meilleur classement général : 33e en 2013 et 2019.
- Meilleur résultat individuel : 6e.

#### Différents classements en Coupe du monde
| Année     | Classement général final |
| 2010-2011 | 53e                      |
| 2011-2012 | 45e                      |
| 2012-2013 | 33e                      |
| 2014-2015 | 70e                      |
| 2015-2016 | 67e                      |
| 2017-2018 | 52e                      |
| 2018-2019 | 33e                      |
| 2019-2020 | 41e                      |
| 2020-2021 | 56e                      |
| 2021-2022 | 50e                      |
| 2022-2023 | 39e                      |

### Championnats du monde junior
| Épreuve / Édition | Tarvisio 2007 | Zakopane 2008 | Strbske Pleso 2009 | Hinterzarten 2010 | Otepää 2011 |
| Individuel        | 62e           | 54e           | 58e                | 7e                | Or          |
| Par équipes       |               | 13e           |                    |                   |             |

### Universiades
Il est médaillé d'or au petit tremplin en 2015.

### Festival olympique de la jeunesse européenne
À Szczyrk en 2009, il remporte la médaille d'argent à la compétition individuelle.

### Coupe continentale
- 4 podiums.